# Elka de Levie
Elka de Levie (Amsterdam, 21 november 1905 – aldaar, 29 december 1979) was een Nederlandse gymnaste. Zij maakte deel uit van de turnploeg die goud won tijdens de Olympische Zomerspelen 1928 van Amsterdam. De dames van deze ploeg waren de eerste Nederlandse vrouwelijke olympische kampioenen. Van de twaalf leden van de turnploeg waren er vijf van Joodse afkomst, waaronder Elka de Levie. Hun coach was Gerrit Kleerekoper.
Zij was het enige Joodse teamlid dat de Tweede Wereldoorlog overleefde. De Levie trouwde op 31 oktober 1929 te Amsterdam met Andries Abraham Boas. Ze kreeg twee dochters en had kleinkinderen. Boas en De Levie scheidden op 4 februari 1943. De Levie stierf in 1979 in anonimiteit.